# Nusantara Satu
Nusantara Satu, auch Nusantara 1, ist ein kommerzieller Kommunikationssatellit des indonesischen Betreibers Pasifik Satelit Nusantara (PSN). Er trug ursprünglich die Bezeichnung PSN VI (PSN 6) und wurde kurz vor dem Start  in Nusantara Satu umbenannt. Der Satellit versorgt von der geostationären Position 146° Ost aus Indonesien mit Diensten für Daten-, Video- und Sprachübertragung.

## Missionsverlauf
Den Auftrag zum Bau des Satelliten erteilte PSN im Jahr 2014 an den kanadisch-US-amerikanischen Raumfahrttechnikhersteller Space Systems/Loral (SSL). Der Start war damals für Anfang 2017 geplant. Nach mehreren Terminverschiebungen wurde Nusantara Satu schließlich am 22. Februar 2019 um 01:45 Uhr UTC mit einer Falcon-9-Trägerrakete vom Raketenstartplatz Cape Canaveral (zusammen mit dem Mondlander Beresheet) in eine geostationäre Transferbahn gebracht. Von dort aus steuerte er eine geostationäre Umlaufbahn an.

## Eigenschaften
Der dreiachsenstabilisierte Satellit ist mit 18 Transpondern im Ku-Band (davon 8 Spot-Beams) und 38 im C-Band (davon 12 Extended C-Band) ausgerüstet. Er wurde auf Basis des Satellitenbusses SSL 1300 gebaut und ist für 15 Jahre Betriebsdauer ausgelegt.